# Jinaral, Hukeri
Jinaral là một làng thuộc tehsil Hukeri, huyện Belgaum, bang Karnataka, Ấn Độ.